# Stegolepis ferruginea
Stegolepis ferruginea är en gräsväxtart som beskrevs av John Gilbert Baker. Stegolepis ferruginea ingår i släktet Stegolepis och familjen Rapateaceae.
Artens utbredningsområde är Guyana. Inga underarter finns listade i Catalogue of Life.